# Národní park Kainji
Kainji je národní park na západě Nigérie, asi 560 km severně od Lagosu. Má rozlohu 5341 km² a nachází se na území států Niger a Kwara, správa parku sídlí ve městě Wawa. Byl založen v roce 1979 jako první národní park v zemi a skládá se ze tří geograficky izolovaných částí: přehradní nádrže Kainji Lake na řece Niger (postavena v roce 1968), rezervace Borgu (založena 1963) a rezervace Zugurma (založena 1971).
Území národního parku tvoří lesnatá savana v povodí řek Niger, Maingyara, Timo a Oli, z níž vyčnívají četné skalní suky. Leží v nadmořské výšce 120–340 m, teplota se pohybuje mezi 10 °C a 30 °C, srážky činí okolo 1000 mm ročně. Žije zde lev senegalský, hroch obojživelný, slon africký, buvolec stepní, voduška kob, kočkodan husarský, kapustňák senegalský, pelikán africký, ibis hnědý a krokodýl nilský. Souostroví Foge na přehradě patří k lokalitám chráněným podle Ramsarské úmluvy.
Jezero Kainji je největší přehradou na Nigeru, při maximálním stavu vody má rozlohu 1243 km² a hloubku 12 m. Jak popisuje český hydrolog a spisovatel Tomislav Petr, po napuštění nádrže v roce 1968 „(…) došlo v poměrně krátké době k přesunu od vysoké druhové rozmanitosti ryb, dávajících přednost proudícím vodám, tedy od reofilních druhů, k druhům klidných vod – druhům jezerním. Většina druhů rypounovitých z nádrže zmizela. V klidné vodě začaly převládat cichlidy (rody Oreochromis a Tilapia), dále afrotetry (rody Alestes, Brycinus, Hydrocynus) a menší peřovci (Synodontis). Nejběžnější lovenou rybou se stal na nějaký čas tlamovec Sarotherodon galilaeus.“